# 艾藻尔
艾藻尔位于印度东北部，是米佐拉姆邦的首府。